# Spermiogenese

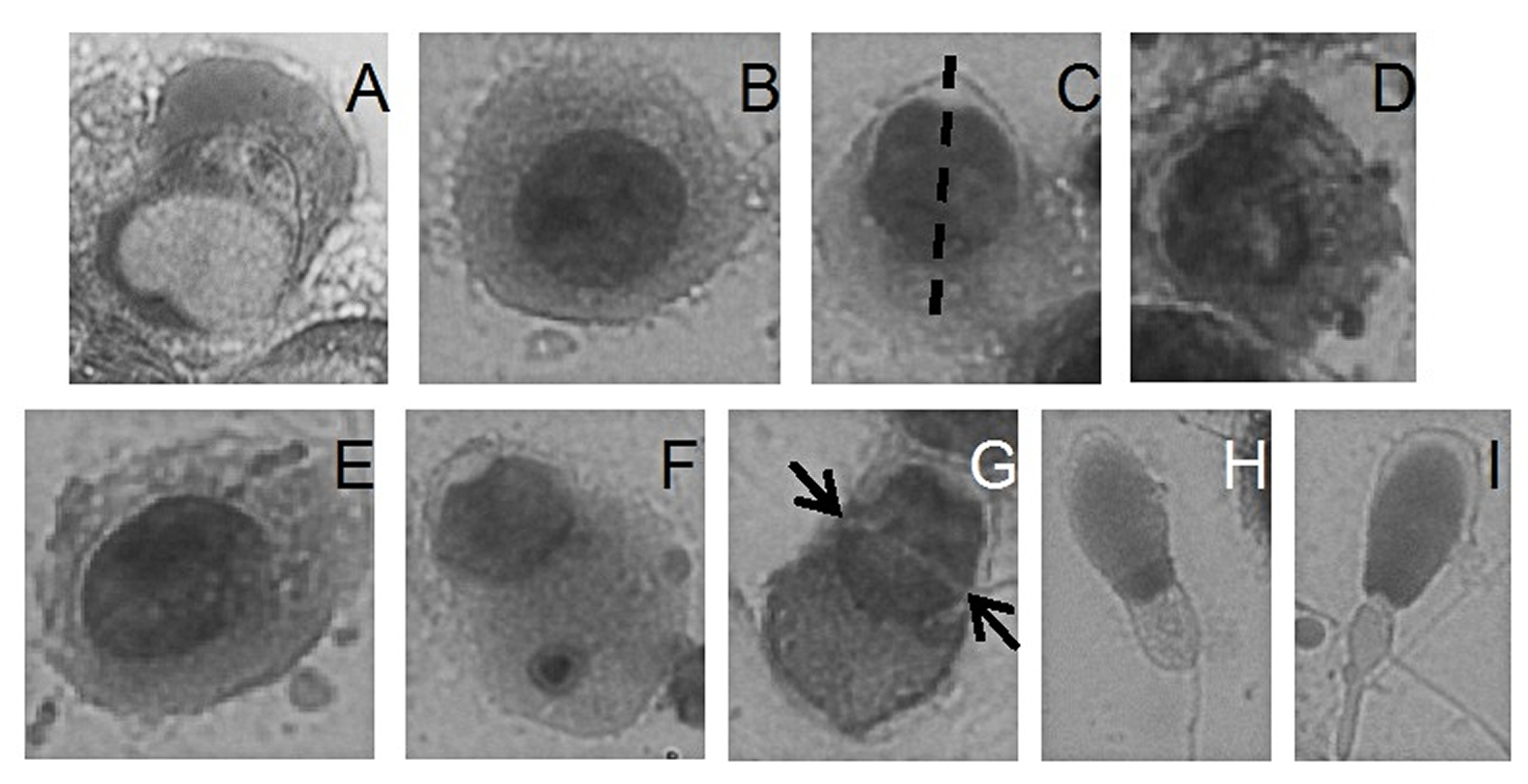
Morfologische veranderingen in geïsoleerde spermatiden van Golgi-fase tot acrosoom bij konijn.

De spermiogenese is de laatste fase van de spermatogenese
Bij de spermiogenese worden uit de gevormde haploïde spermatiden, spermatozoa (zaadcellen) gevormd. Het proces van spermiogenese kan worden onderverdeeld in vier fases.
- Golgifase: er ontstaat een acrosomaal vesikel die uiteindelijk de kop van de zaadcel wordt en er wordt een begin gemaakt aan de vorming van het axoneemcomplex dat uiteindelijk de staart van de zaadcel zal worden.
- Kapfase: Het acrosomaal vesikel groeit uit tot acrosomale kap.
- Acrosoomfase: De celkern wordt smaller en langer waardoor de cel in vorm al enigszins gaat lijken op een zaadcel.
- Rijpingsfase: Er wordt overtollig cytoplasma afgestoten. Mitochondriën migreren van de kop naar het middensegment van de rijpende zaadcel.

## Golgi-fase
De spermatiden, die tot nu toe voornamelijk radiaal symmetrisch waren, beginnen polariteit te ontwikkelen. Aan het ene uiteinde vormt zich de kop, waar het golgicomplex enzymen produceert die het acrosoom zullen vormen. Aan het andere uiteinde ontwikkelt zich een verdikt middenstuk, waar de mitochondriën zich verzamelen en het distale centriool een axoneem begint te vormen.
Het spermatide-DNA ondergaat ook een verpakking en wordt sterk gecondenseerd. Het DNA wordt eerst verpakt met specifieke nucleaire basische eiwitten, die vervolgens tijdens de verlenging van de spermatiden worden vervangen door protamines. Het resulterende dicht opeengepakte chromatine is transcriptioneel inactief.

## Kapfase
Het acrosomaalblaasje is aan de celkern bevestigd via het acroplasma, een bundel actinefilamenten en keratinefilamenten. Boven het blaasje bevinden zich actinefilamenten en glad endoplasmatisch reticulum. Het acrosomaalblaasje groeit uit tot acrosomale kap.

## Acrosoom fase
Een van de centriolen van de cel verlengt zich tot de staart van de zaadcel. Een tijdelijke structuur, de "manchet", helpt bij deze verlenging. Het manchet is een ring rond de celkern die fungeert als een organiserend centrum voor microtubuli. Vanuit hier komen microtubuli naar de achterkant van de cel en helpen ze alle organellen om naar dat gebied te bewegen.
Tijdens deze fase oriënteren de zich ontwikkelende spermatozoa (zaadcellen) zich zo dat hun staarten naar het midden van het lumen van de zaadbuisjes zijn gericht, weg van het epitheel.
Het chromatine condenseert tot lagen en op de plaats waar de flagel met de celkern verbonden is, wordt het kapje gevormd, een verstevigende structuur. Aan het einde van deze fase verdwijnt de manchet en beginnen mitochondriën zich te verzamelen tussen de celkern en de annulus, vlak bij de microtubuli die het axoneem van de flagel vormen.

## Rijpingsfase
De celkern condenseert totdat er een parakristallijne structuur ontstaat. Mitochondriën zijn in helices rond microtubuli gebundeld tussen de annulus en de celkern (bij mensen zitten er 10-12 mitochondriën per draaiing). Het overgrote deel van het cytoplasma gaat verloren, samen met alle organellen, behalve de mitochondriën die de helix vormen en het paar centriolen dat nodig is voor de flagel. Het eindstuk van de flagel bevat alleen het axoneem.
De annulus verschijnt in de vroege stadia van de flagelvorming en bevindt zich aanvankelijk aan de basis van de flagel, dicht bij het membraan en de celkern. Tijdens de verlenging van de flagel glijdt de annulus – nog steeds stevig vastgemaakt aan het celmembraan – langs het axoneem. Tijdens deze migratie blijft de annulus stroomopwaarts van de mitochondriën, die zich beginnen te rangschikken rond de dichte vezels en het axoneem. Het chromatoïde lichaam, een meer diffuse structuur bestaande uit ribonucleoproteïnegranula, begeleidt de beweging van de annulus tijdens de spermiogenese, maar blijft niet bestaan in de definitieve zaadcel. De annulus stopt vervolgens op zijn uiteindelijke positie. Tegelijkertijd condenseren de mitochondriën en organiseren ze zich tot een dubbele helix die de mitochondriale omhulling vormt. De mitochondriën leveren de energie voor de voortbeweging.

## Morfologische veranderingen

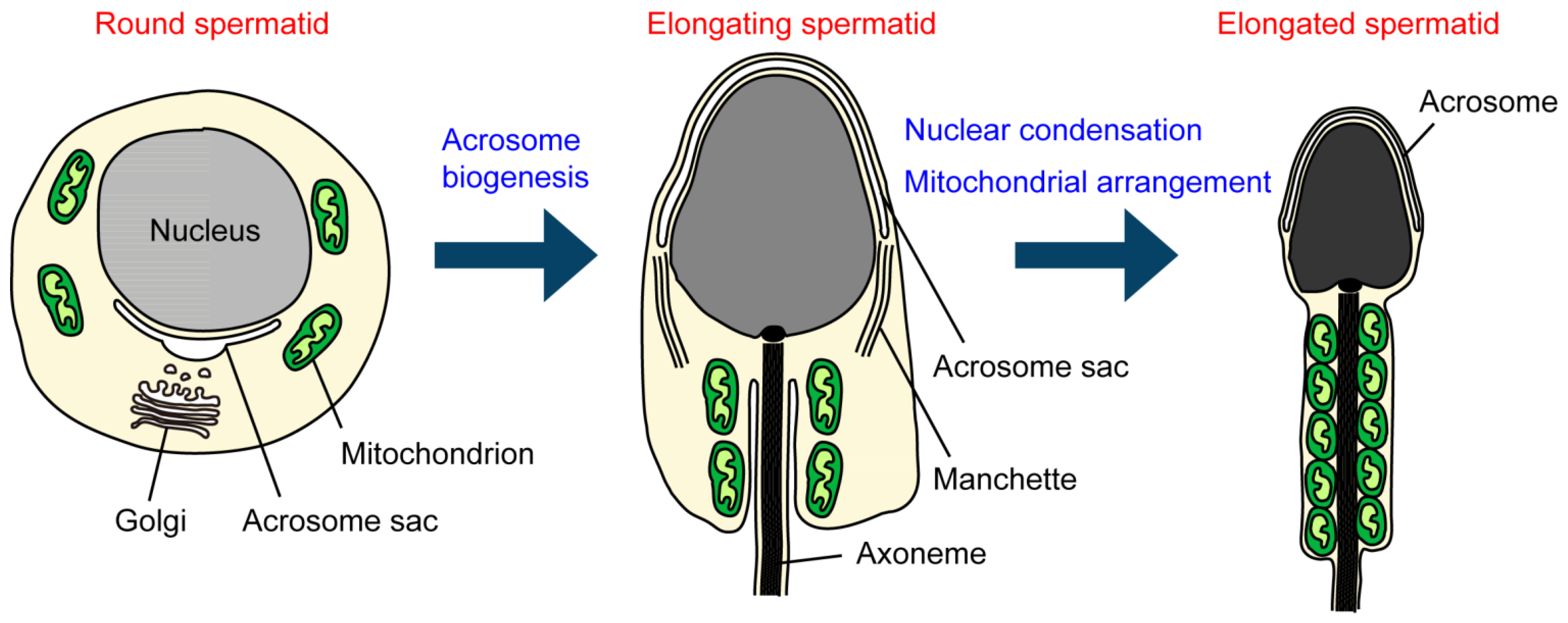
Spermatide-vorming. Axoneme: Axoneem

Als er enkel naar de morfologische veranderingen, die de zaadcel ondergaat, gekeken wordt kunnen er vier fasen onderscheiden worden:
- Vorming van acrosomen. Het acrosoom bevindt zich aan het apicale uiteinde en is omgeven door twee membranen, één buitenste en één binnenste. Het inwendige van het acrosoom bestaat uit blaasjes die door het golgicomplex worden aangemaakt. Deze blaasjes groeperen zich en vormen een apicale kap na rotatie van de kern. Het acrosoom is dus een gespecialiseerd lysosoom dat voornamelijk hyaluronidase bevat, een enzym dat hyaluronzuur hydrolyseert en de zaadcel helpt de eicel binnen te dringen tijdens de bevruchting.
- Condensatie van de celkern. De celkern verandert van grootte, wordt kleiner en dichter, en ook van vorm. Van bovenaf gezien krijgt de kern een afgeplatte vorm met een ovale vorm, van opzij gezien een peervorm.
- Ontwikkeling van de flagel. De flagel ontwikkelt zich vanuit de distale centriool van de spermatide en bestaat uit een cilinder met negen paar microtubuli rond één centraal paar. Deze structuur bevindt zich aan de basis van de kop (gevormd door de celkern en het acrosoom) tijdens de rotatie van de celkern. De zaadcel bestaat uit vier delen: kop, nek, middenstuk en staart.[2]
- Loslating van het grootste deel van het cytoplasma. Het cytoplasma is voor een groot deel verkleind, hetzij doordat het door de sertolicellen wordt gefagocyteerd, hetzij doordat het in de tubuli achterblijft. Het kan een tijdje aan de zaadcel vast blijven zitten.

## Afbeeldingen
|  |  |  |

## Afbeeldingen vorming van spermatide tot zaadcel (stapsgewijs) bijGaleolaria gemineoa
|  |  |  |
|  |  |  |
|  |  |  |
|  |  |  |